# روفوس بلاك
روفوس بلاك (بالإنجليزية: Rufus Black)‏ هو أكاديمي أسترالي، ولد في 20 مايو 1969.